# Monestir d'Andusa
El monestir d'Andusa fou un establiment religiós femení situat a la proximitat del castell d'Andusa (francès Anduze) després vila d'Andusa. Apareix esmentat al segle ix i sembla l'únic de monges al Llenguadoc (diòcesi de Nimes). S'esmenta a l'abadessa Aussinda que va fer donació d'un poble a l'abadia d'Aniana, donació que és la referència més antiga pel monestir i una de les més antigues per la població d'Andusa (la que més fins que va ser descoberta una inscripció de l'ager Nemausensis publicada per Ménard al volum 7 de la seva obra i després per Herzog a Gallia Narnonensis al tom II (Recueil des inscriptions de la Province).